# Vias
Vias is een gemeente in het Franse departement Hérault (regio Occitanie). De plaats maakt deel uit van het arrondissement Béziers. Vias telde op 1 januari 2022 5.960 inwoners.

## Geografie
De oppervlakte van Vias bedroeg op 1 januari 2022 32,49 vierkante kilometer; de bevolkingsdichtheid was toen 183,4 inwoners per km².

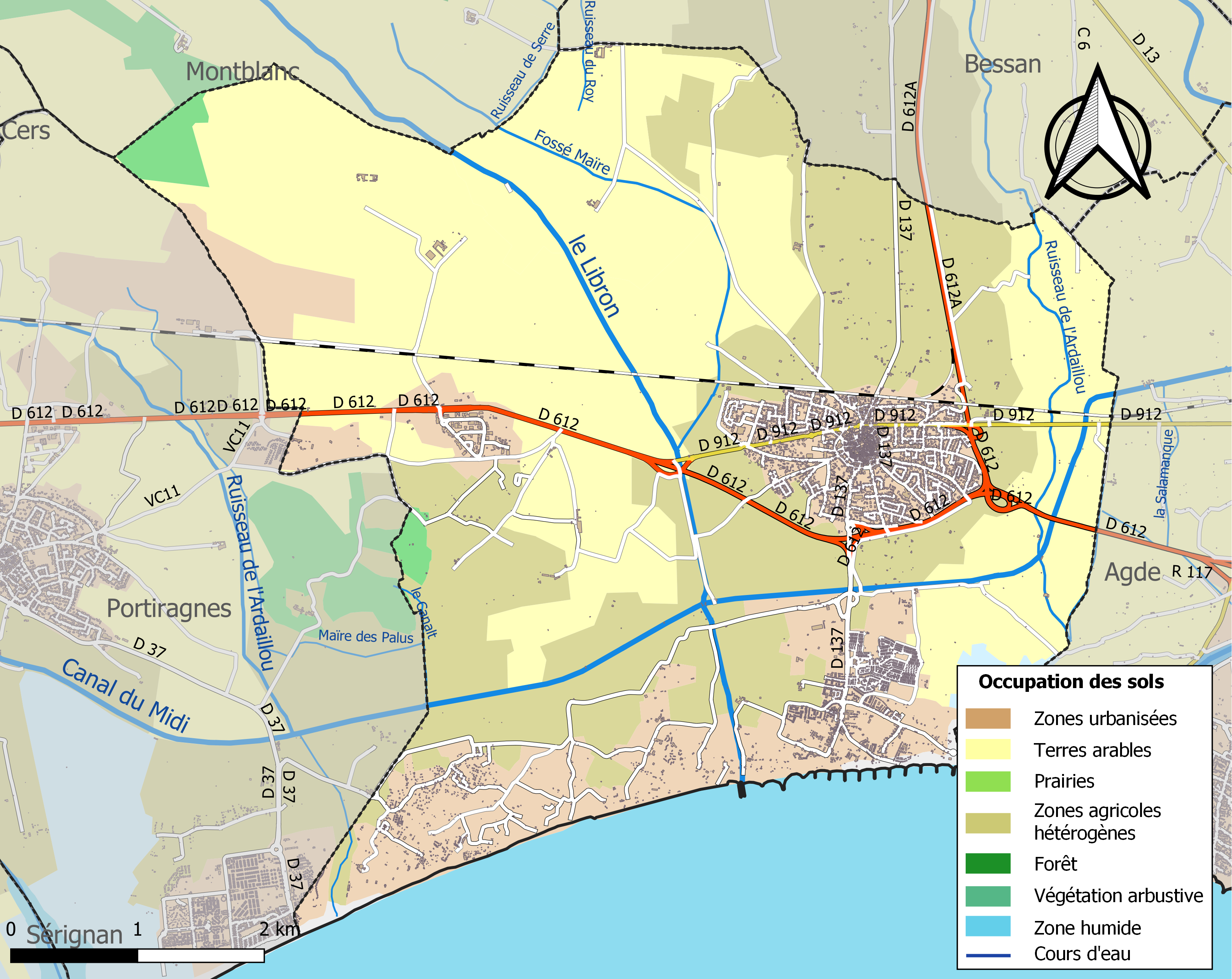
Kaart van de gemeente met belangrijkste infrastructuur, bodemgebruik en omliggende gemeenten

## Verkeer
In de gemeente ligt het spoorwegstation Vias op de lijn Bordeaux - Sète.

## Demografie
Onderstaande figuur toont het verloop van het inwonertal (bron: INSEE-tellingen).